# گئورگه گورنا
گئورگه گورنا (رومانیایی: Gheorghe Gornea; ۲ اوت ۱۹۴۴ – ۲۰۰۵ (۶۰−۶۱ سال)) بازیکن فوتبال اهل رومانی بود.
از باشگاه‌هایی که در آن بازی کرده‌است می‌توان به باشگاه فوتبال استوا بخارست اشاره کرد.
وی همچنین در تیم ملی فوتبال رومانی بازی کرده‌است.